# 長者屋敷官衙遺跡
長者屋敷官衙遺跡（ちょうじゃやしきかんがいせき）は、大分県中津市大字永添にある古代官衙の遺跡である。豊前国下毛郡郡衙の正倉域に比定されている。2010年2月22日に国の史跡に指定され、2017年2月9日には一部が追加指定されている。

## 概要
山国川右岸に南北に延びる舌状台地の北端に位置する。残存状況が良好で、郡衙の正倉域における施設の構造や変遷が明確であり、古代国家の地方支配体制をよく示す遺跡である。

## 施設
南北約120ｍ、東西約90ｍの方形区画内部に、掘立柱建物及び礎石建物がL字型に配置されている。建物が整然と配置され、大量の炭化米が出土することから、この区画は正倉域であったと推定されている。
区画の北辺及び西辺は溝及び柵列で区画されているが、南辺及び東辺の区画は幅0.3-0.4ｍの1条の溝のみである。区画の東側や南側でも炭化米が出土していることや、南辺では溝条のさらに90ｍ南に幅約1.3-1.6ｍの東西方向の溝が確認されていることから、施設は区画の東側及び南側にも展開していたと考えられており、その規模は全体では南北約210ｍ、東西130ｍ以上に及び、220m四方とも考えられている。
区画内の建物群は8世紀中頃から後半に築造され、10世紀前半に廃絶したと推定される。その間、火災に遭いながら建て替えが行われており、延べ14棟の建築物が発見されている。建物群の変遷は4期に分けられ、I-II期にあたる8世紀中頃から9世紀前半には、多数の建物が整然と建ち並んでおり、遺跡の中心的な時期と考えられている。
この時期、区画の西半分には、総柱建物、側柱建物各5棟、計10棟の掘立柱建物が存在した。そのうち、南辺の側柱建物1棟が東西に延びるほか、他の側柱建物4棟、総柱建物5棟はいずれも南北に延びて、整然と配置されている。側柱建物のうち最大である北端の棟は、桁行9間以上、梁行3間。総柱建物も北端の棟が最大で、桁行5間、梁行3間。
また、区画の北辺には、それぞれ東西に延びる総柱の掘立柱建物1棟と高床の礎石建物1棟とが東西に並んでいた。礎石建物は、同位置で掘立柱建物から建て替えられたもので、法倉であったと考えられている。原位置を保った礎石が13ヶ所確認されており、桁行5間、梁行3間と、区画西半で最大の総柱建物とほぼ同じ規模である。後世の溝で一部が壊されているが、残存状況は良好である。
2016年には、建物群跡の中心に位置する法倉前で、郡衙では全国で2例目となる儀式用の幢竿の柱穴遺構が発見されている。また、炭化した木材の分析により、当時九州には自生していなかったヒノキが建材に用いられていたことも判明している。九州の官衙でヒノキの使用が確認されたのは初めてである。
方形区画からは、数十kgに及ぶ大量の炭化米が発見されており、『続日本紀』に記述がある放火によるものと推定されている。また、他に須恵器、土師器、円面硯等が出土している。

## 調査及び利用
この地域では古くから炭化米が出土することが知られていた。そのため、かつて長者の米倉が並んでいたという長者伝説が生まれ、長者屋敷という字名が付けられた。
市営住宅建替えに伴い、1995年度（平成7年度）に中津市教育委員会による発掘調査が行われ、大型の掘立柱建物群が確認された。そこで、続く1996年度（平成8年度）及び2000年度（平成12年度）にも発掘調査が実施され、2004年度（平成16年度）には中津市の史跡に指定された。
さらに、2007年度（平成19年度）及び2008年度（平成20年度）にも再調査が行われ、区画北辺の建物跡が発見されている。
遺跡は埋め戻されているが、中津市では2023年の完成を目途に史跡公園として整備する計画である。